# Strzeniówka
Strzeniówka je vesnice v Polsku nacházející se v Mazovském vojvodství, v okrese Pruszków, v gmině Nadarzyn.
V letech 1975-1998 vesnice administrativně patřila do Varšavského vojvodství.